# 3592 Nedbal
3592 Nedbal eller 1980 CT är en asteroid i huvudbältet som upptäcktes den 15 februari 1980 av den tjeckiske astronomen Zdeňka Vávrová vid Kleť-observatoriet. Den är uppkallad efter den tjeckiske kompositören Oskar Nedbal.
Asteroiden har en diameter på ungefär 5 kilometer.